# Grammotaulius bettenii
Grammotaulius bettenii là một loài Trichoptera trong họ Limnephilidae. Chúng phân bố ở miền Tân bắc.